# Carlota Castrejanová
María Carlota Castrejanová Fernándezová (nepřechýleně Castrejana Fernández; * 25. dubna 1973 Logroño, La Rioja) je bývalá španělská basketbalistka a později atletka, halová mistryně Evropy v trojskoku.

## Kariéra
Dříve než se dostala k atletice se od svých čtrnácti let věnovala basketbalu. V roce 1992 reprezentovala na Letních olympijských hrách v Barceloně, kde Španělsko obsadilo 5. místo. O rok později Španělky vybojovaly zlato na evropském šampionátu v italské Perugii, to se však už začíná specializovat na atletiku. První disciplínou, které se začala věnovat byl skok do výšky. Jejím největším úspěchem byla účast na halovém MS 1995 v Barceloně, kde skončila v kvalifikaci. Jejím osobním rekordem pod širým nebem byl výkon 189 cm z roku 1996.
V roce 1998 se společně s trenéry rozhodla pro změnu disciplíny a začíná se skokem dalekým a trojskokem. V dálce se však nedokázala dostat přes 650 cm a její hlavní disciplínou se stává trojskok, ve kterém po roce 2000 dosahuje svých největších úspěchů. Na halovém ME 2005 v Madridu vybojovala bronzovou medaili a na následujícím šampionátu v Birminghamu v roce 2007 se stala halovou mistryní Evropy. K titulu ji dopomohl nový osobní rekord 14,64 metru, což byl druhý nejlepší výkon v halové sezóně roku 2007. Třikrát se zúčastnila letních olympijských her (Sydney 2000, Athény 2004, Peking 2008), avšak ani v jednom případě se ji nepovedlo postoupit z kvalifikace. Obdobně si vedla také na MS v atletice. Kvalifikací neprošla v roce 2003 v Paříži, v Helsinkách v roce 2005 i o dva roky později na světovém šampionátu v Ósace. Šestá skončila na halovém MS 2003 v Birminghamu. Na Mistrovství Evropy v atletice 2002 v Mnichově a na evropském šampionátu v Göteborgu v roce 2006 shodně obsadila jedenácté místo.

### Osobní rekordy
Hala
- trojskok – 14,64 m – 4. března 2007, Birmingham
- skok daleký – 637 cm – 17. února 2002, Sevilla

Dráha
- trojskok – 14,60 m – 30. června 2005, Almería
- skok daleký – 647 cm – 3. července 1998, Basauri